# Стрибки у воду на літніх Олімпійських іграх 2016 — трамплін, 3 метри (чоловіки)
Змагання зі стрибків у воду 3-метрового трампліна серед чоловіків на літніх Олімпійських іграх 2016 пройшли з 15 по 16 серпня у Водному центрі Марії Ленк. У змаганнях брали участь 29 спортсменів з 20-ти країн.

## Розклад
Час місцевий (UTC−3)
| Дата                | Час         | Раунд            |
| ------------------- | ----------- | ---------------- |
| Понеділок 15 серпня | 15:15       | Попередній раунд |
| Вівторок 16 серпня  | 10:00 18:00 | Півфінал Фінал   |

## Змагання
Змагання складаються з трьох етапів:
- Попередній раунд: всі 29 спортсменів виконують по шість стрибків; 18 перших виходять у півфінал.
- Півфінал: 18 спортсменів виконують по шість стрибків; результати кваліфікації не враховуються і 12 найкращих виходять у фінал.
- Фінал: 12 учасників виконують по шість стрибків; результати півфіналів не враховуються.

| Місце | Спортсмен                 | Попередній раунд | Попередній раунд | Півфінал   | Півфінал   | Фінал                                      | Фінал                                      | Фінал                                      | Фінал                                      | Фінал                                      | Фінал                                      | Фінал                                      | Фінал                                      |
| Місце | Спортсмен                 | Очки             | Місце            | Очки       | місце      | Стрибок 1                                  | Стрибок 2                                  | Стрибок 3                                  | Стрибок 4                                  | Стрибок 5                                  | Стрибок 6                                  | Очки                                       | Місце                                      |
| ----- | ------------------------- | ---------------- | ---------------- | ---------- | ---------- | ------------------------------------------ | ------------------------------------------ | ------------------------------------------ | ------------------------------------------ | ------------------------------------------ | ------------------------------------------ | ------------------------------------------ | ------------------------------------------ |
| 1     | Цао Юань (CHN)            | 498.70           | 1                | 489.10     | 1          | 85.00                                      | 94.50                                      | 94.50                                      | 90.00                                      | 86.70                                      | 96.90                                      | 547.60                                     | 1                                          |
| 2     | Джек Лафер (GBR)          | 439.95           | 7                | 389.40     | 12         | 81.60                                      | 91.00                                      | 90.10                                      | 76.05                                      | 96.90                                      | 88.20                                      | 523.85                                     | 2                                          |
| 3     | Патрік Гаусдінґ (GER)     | 440.00           | 6                | 413.50     | 10         | 63.00                                      | 89.25                                      | 79.55                                      | 83.30                                      | 98.80                                      | 85.00                                      | 498.90                                     | 3                                          |
| 4     | Євген Кузнецов (RUS)      | 449.90           | 4                | 468.35     | 3          | 81.60                                      | 76.50                                      | 68.25                                      | 90.00                                      | 70.00                                      | 95.00                                      | 481.35                                     | 4                                          |
| 5     | Крістіан Іпсен (USA)      | 461.35           | 3                | 437.70     | 7          | 72.00                                      | 75.00                                      | 72.85                                      | 89.25                                      | 77.00                                      | 89.70                                      | 475.80                                     | 5                                          |
| 6     | Ілля Кваша (UKR)          | 398.20           | 15               | 430.05     | 8          | 74.10                                      | 79.05                                      | 82.25                                      | 93.10                                      | 66.00                                      | 83.30                                      | 475.10                                     | 6                                          |
| 7     | Роммель Пачеко (MEX)      | 488.25           | 2                | 469.70     | 2          | 45.90                                      | 58.50                                      | 86.70                                      | 79.20                                      | 84.00                                      | 96.90                                      | 451.20                                     | 7                                          |
| 8     | Олівер Дінглі (IRL)       | 399.80           | 13               | 414.25     | 9          | 74.40                                      | 81.60                                      | 76.50                                      | 69.00                                      | 61.50                                      | 79.90                                      | 442.90                                     | 8                                          |
| 9     | Сезар Кастро (BRA)        | 398.85           | 14               | 442.45     | 6          | 72.00                                      | 77.50                                      | 76.50                                      | 70.50                                      | 63.00                                      | 76.50                                      | 436.00                                     | 9                                          |
| 10    | Майкл Гіксон (USA)        | 421.60           | 10               | 467.25     | 4          | 60.00                                      | 81.60                                      | 85.75                                      | 77.00                                      | 62.70                                      | 64.60                                      | 431.65                                     | 10                                         |
| 11    | Філіпп Ганьє (CAN)        | 400.75           | 12               | 445.40     | 5          | 72.00                                      | 63.55                                      | 73.10                                      | 71.40                                      | 64.75                                      | 80.50                                      | 425.30                                     | 11                                         |
| 12    | Себастьян Моралес (COL)   | 447.05           | 5                | 406.55     | 11         | 65.10                                      | 76.50                                      | 42.00                                      | 34.20                                      | 70.20                                      | 76.50                                      | 364.50                                     | 12                                         |
| 13    | Мішель Бенедетті (ITA)    | 390.85           | 17               | 387.30     | 13         | Кваліфікувався в наступну стадію як резерв | Кваліфікувався в наступну стадію як резерв | Кваліфікувався в наступну стадію як резерв | Кваліфікувався в наступну стадію як резерв | Кваліфікувався в наступну стадію як резерв | Кваліфікувався в наступну стадію як резерв | Кваліфікувався в наступну стадію як резерв | Кваліфікувався в наступну стадію як резерв |
| 14    | Йона Найт-Віздом (JAM)    | 416.55           | 11               | 381.40     | 14         | Кваліфікувався в наступну стадію як резерв | Кваліфікувався в наступну стадію як резерв | Кваліфікувався в наступну стадію як резерв | Кваліфікувався в наступну стадію як резерв | Кваліфікувався в наступну стадію як резерв | Кваліфікувався в наступну стадію як резерв | Кваліфікувався в наступну стадію як резерв | Кваліфікувався в наступну стадію як резерв |
| 15    | Грант Нел (AUS)           | 395.05           | 16               | 368.35     | 15         | Не пройшов                                 | Не пройшов                                 | Не пройшов                                 | Не пройшов                                 | Не пройшов                                 | Не пройшов                                 | Не пройшов                                 | Не пройшов                                 |
| 16    | Родріго Дієго Лопес (MEX) | 430.70           | 8                | 356.05     | 16         | Did not advance                            | Did not advance                            | Did not advance                            | Did not advance                            | Did not advance                            | Did not advance                            | Did not advance                            | Did not advance                            |
| 17    | Штефан Фек (GER)          | 423.50           | 9                | 354.20     | 17         | Не пройшов                                 | Не пройшов                                 | Не пройшов                                 | Не пройшов                                 | Не пройшов                                 | Не пройшов                                 | Не пройшов                                 | Не пройшов                                 |
| 18    | Ілля Захаров (RUS)        | 389.90           | 18               | 345.60     | 18         | Не пройшов                                 | Не пройшов                                 | Не пройшов                                 | Не пройшов                                 | Не пройшов                                 | Не пройшов                                 | Не пройшов                                 | Не пройшов                                 |
| 19    | Фредді Вудворд (GBR)      | 388.15           | 19               | Не пройшов | Не пройшов | Не пройшов                                 | Не пройшов                                 | Не пройшов                                 | Не пройшов                                 | Не пройшов                                 | Не пройшов                                 | Не пройшов                                 | Не пройшов                                 |
| 20    | Кен Тераучі (JPN)         | 380.85           | 20               | Не пройшов | Не пройшов | Не пройшов                                 | Не пройшов                                 | Не пройшов                                 | Не пройшов                                 | Не пройшов                                 | Не пройшов                                 | Не пройшов                                 | Не пройшов                                 |
| 21    | Хе Чао (CHN)              | 380.35           | 21               | Не пройшов | Не пройшов | Не пройшов                                 | Не пройшов                                 | Не пройшов                                 | Не пройшов                                 | Не пройшов                                 | Не пройшов                                 | Не пройшов                                 | Не пройшов                                 |
| 22    | Сьо Сакаї (JPN)           | 373.70           | 22               | Не пройшов | Не пройшов | Не пройшов                                 | Не пройшов                                 | Не пройшов                                 | Не пройшов                                 | Не пройшов                                 | Не пройшов                                 | Не пройшов                                 | Не пройшов                                 |
| 23    | Меттью Россе (FRA)        | 373.40           | 23               | Не пройшов | Не пройшов | Не пройшов                                 | Не пройшов                                 | Не пройшов                                 | Не пройшов                                 | Не пройшов                                 | Не пройшов                                 | Не пройшов                                 | Не пройшов                                 |
| 24    | Ву Харам (KOR)            | 364.10           | 24               | Не пройшов | Не пройшов | Не пройшов                                 | Не пройшов                                 | Не пройшов                                 | Не пройшов                                 | Не пройшов                                 | Не пройшов                                 | Не пройшов                                 | Не пройшов                                 |
| 25    | Юссеф Еззат (EGY)         | 360.95           | 25               | Не пройшов | Не пройшов | Не пройшов                                 | Не пройшов                                 | Не пройшов                                 | Не пройшов                                 | Не пройшов                                 | Не пройшов                                 | Не пройшов                                 | Не пройшов                                 |
| 26    | Кевін Чавес Банда (AUS)   | 356.55           | 26               | Не пройшов | Не пройшов | Не пройшов                                 | Не пройшов                                 | Не пройшов                                 | Не пройшов                                 | Не пройшов                                 | Не пройшов                                 | Не пройшов                                 | Не пройшов                                 |
| 27    | Константін Блага (AUT)    | 351.95           | 27               | Не пройшов | Не пройшов | Не пройшов                                 | Не пройшов                                 | Не пройшов                                 | Не пройшов                                 | Не пройшов                                 | Не пройшов                                 | Не пройшов                                 | Не пройшов                                 |
| 28    | Андреа Кьярабіні (ITA)    | 350.40           | 28               | Не пройшов | Не пройшов | Не пройшов                                 | Не пройшов                                 | Не пройшов                                 | Не пройшов                                 | Не пройшов                                 | Не пройшов                                 | Не пройшов                                 | Не пройшов                                 |
| 29    | Ахмад Азман (MAS)         | 341.70           | 29               | Не пройшов | Не пройшов | Не пройшов                                 | Не пройшов                                 | Не пройшов                                 | Не пройшов                                 | Не пройшов                                 | Не пройшов                                 | Не пройшов                                 | Не пройшов                                 |